# Arbutus tessellata
Arbutus tessellata là một loài thực vật có hoa trong họ Thạch nam. Loài này được P.D.Sørensen mô tả khoa học đầu tiên năm 1987.